# Marchastel, Cantal

Marchastel este o comună în departamentul Cantal, Franța. În 1 ianuarie 2022 avea o populație de 132 de locuitori.